# Nelson (Nevada)
Nelson è un census-designated place (CDP) degli Stati Uniti d'America, situato nello stato del Nevada, nella contea di Clark.